# Marin Draganja
Marin Draganja, né le 13 mai 1991 à Split, est un joueur de tennis croate, professionnel depuis 2009 et spécialiste du double.

## Carrière
Il est membre de l'équipe de Croatie de Coupe Davis depuis 2014.
Il est surtout connu pour ses performances en double. Il est associé avec Dino Marcan entre 2009 et 2012. Ils remportent ensemble 9 titres Future et le Challenger de Blumenau. Avec son compatriote Mate Pavić, avec qui il collabore à partir de 2013, il remporte six tournois Challenger : Guadalajara, Portorož, Eskişehir, Trnava, Séoul et Yeongwol et atteint la finale de l'Open de Chennai et le second tour de l'Open d'Australie. Toujours en 2014, il parvient en demi-finale du double de Roland-Garros avec le Roumain Florin Mergea. Quelques semaines plus tard, ils remportent le tournoi de Hambourg.
En 2015, avec le Finlandais Henri Kontinen, il remporte trois autres titres ATP à Zagreb, Marseille et Barcelone.
En 2017, avec son frère cadet Tomislav Draganja, il remporte le Keio Challenger.

## Palmarès

### Finales en double messieurs
| No | Date       | Nom et lieu du tournoi              | Catégorie | Dotation    | Surface      | Vainqueurs                           | Partenaire           | Score              |          |
| -- | ---------- | ----------------------------------- | --------- | ----------- | ------------ | ------------------------------------ | -------------------- | ------------------ | -------- |
| 1  | 30-12-2013 | Aircel Chennai Open Chennai         | ATP 250   | 399 985 $   | Dur (ext.)   | Johan Brunström Frederik Nielsen     | Mate Pavić           | 6-2, 4-6, [10-7]   | Parcours |
| 2  | 15-09-2014 | Moselle Open Metz                   | ATP 250   | 426 605 €   | Dur (int.)   | Mariusz Fyrstenberg Marcin Matkowski | Henri Kontinen       | 63-7, 6-3, [10-8]  | Parcours |
| 3  | 20-10-2014 | Swiss Indoors Basel Bâle            | ATP 500   | 1 458 610 € | Dur (int.)   | Vasek Pospisil Nenad Zimonjić        | Henri Kontinen       | 7-613, 1-6, [10-5] | Parcours |
| 4  | 04-04-2016 | Grand-Prix Hassan II Marrakech      | ATP 250   | 463 520 €   | Terre (ext.) | Guillermo Durán Máximo González      | Aisam-Ul-Haq Qureshi | 6-2, 3-6, [10-6]   | Parcours |
| 5  | 17-07-2017 | Plava Laguna Croatia Open Umag Umag | ATP 250   | 482 060 €   | Terre (ext.) | Guillermo Durán Andrés Molteni       | Tomislav Draganja    | 6-3, 64-7, [10-6]  | Parcours |

## Parcours dans les tournois duGrand Chelem

### En simple
N'a jamais participé à un tableau final.

### En double
| Année | Open d'Australie            | Open d'Australie         | Internationaux de France     | Internationaux de France | Wimbledon                   | Wimbledon                   | US Open                   | US Open                      |
| ----- | --------------------------- | ------------------------ | ---------------------------- | ------------------------ | --------------------------- | --------------------------- | ------------------------- | ---------------------------- |
| 2014  | 2e tour (1/16) Mate Pavić   | D. Nestor N. Zimonjić    | 1/2 finale F. Mergea         | M. Granollers Marc López | 1er tour (1/32) F. Mergea   | M. Granollers Marc López    | 2e tour (1/16) F. Mergea  | Vasek Pospisil Jack Sock     |
| 2015  | 1er tour (1/32) H. Kontinen | Alex Bolt A. Whittington | 2e tour (1/16) H. Kontinen   | M. González André Sá     | 1er tour (1/32) H. Kontinen | L. Hewitt T. Kokkinakis     | —                         | —                            |
| 2016  | —                           | —                        | 1er tour (1/32) M. Demoliner | R. Berankis Lukáš Rosol  | 1er tour (1/32) N. Mektić   | Rohan Bopanna Florin Mergea | 1er tour (1/32) D. Inglot | Oliver Marach Fabrice Martin |

N.B. : le nom du ou de la partenaire se trouve sous le résultat ; le nom des ultimes adversaires se trouve à droite.

### En double mixte
| Année | Open d'Australie              | Open d'Australie       | Internationaux de France       | Internationaux de France    | Wimbledon                | Wimbledon                | US Open                     | US Open                     |
| ----- | ----------------------------- | ---------------------- | ------------------------------ | --------------------------- | ------------------------ | ------------------------ | --------------------------- | --------------------------- |
| 2014  | -                             | -                      | -                              | -                           | -                        | -                        | 1er tour (1/16) M. Krajicek | Anabel Medina Raven Klaasen |
| 2015  | 1er tour (1/16) Chan Yung-Jan | Cara Black J. S. Cabal | 1er tour (1/16) Chan Hao-Ching | Chan Yung-Jan John Peers    | 3e tour (1/8) Ana Konjuh | Sania Mirza Bruno Soares | -                           | -                           |
| 2016  | -                             | -                      | 2e tour (1/8) Xu Yifan         | K. Mladenovic P.-H. Herbert | -                        | -                        | 1/4 de finale B. Krejčíková | C. Vandeweghe Rajeev Ram    |

N.B. : le nom de la partenaire se trouve sous le résultat ; le nom des ultimes adversaires se trouve à droite.